# Eine andere Frau
Eine andere Frau ist ein US-amerikanischer Film von Woody Allen aus dem Jahr 1988.

## Handlung
Marion Post mietet sich ein Apartment, um an ihrem neuen Buch ungestört arbeiten zu können. Tatsächlich ist es dort nicht so ruhig, wie Marion es sich wünschte. Durch einen Luftschacht kann sie alles mitanhören, was im Nachbarapartment gesprochen wird. Dabei handelt es sich um das Zimmer eines Psychiaters. Als sie eine junge Frau erzählen hört, dass es ihr immer schwerer fällt, ihr Leben zu ertragen, beginnt Marion damit, über ihr eigenes Leben nachzudenken. Sie führt nur noch eine lieblose Ehe und verleugnet ihre Gefühle für Larry, den sie tatsächlich mehr liebt als ihren Ehemann Ken. Sie ist eine Frau, die ihre Gefühle unterdrückt oder vor sich selbst verbirgt. Nach einigen Erlebnissen beginnt sie zu verstehen, wie ihr unemotionales Verhalten anderen gegenüber die Mitmenschen und auch sich selbst beeinflusst. Schließlich entdeckt sie, dass ihr Ehemann sie betrügt. Dadurch wird sie eine andere Frau und trennt sich von ihrem Mann und der eigenen Selbsttäuschung.

## Trivia
- Ursprünglich sollte Mia Farrow die Figur der Marion Post spielen. Da sie zu dieser Zeit jedoch schwanger war, konnte sie dies nicht mehr tun. So kam Gena Rowlands zu dieser Rolle. Mia Farrow bekam dann jedoch die Rolle der Hope, der jungen Frau beim Psychiater.
- Dieser Film war die erste von insgesamt vier Zusammenarbeiten zwischen Woody Allen und Ingmar Bergmans bevorzugtem Kameramann Sven Nykvist. Die anderen drei Filme sind New Yorker Geschichten (1989), Verbrechen und andere Kleinigkeiten (1989) und Celebrity – Schön, reich, berühmt (1998).
- Dieser Film war der letzte Auftritt von John Houseman als Schauspieler in einem Kinofilm.

## Kritik
- Vieles an „Eine andere Frau“ erinnert, darauf ist oft hingewiesen worden, an Bergmans Filme. Aber davon einmal abgesehen, zeichnet sich der Film vor allem durch die bestechende Kraft seiner Hauptdarstellerin aus. […] Ein kraftvoller und gleichzeitig ruhiger, besonnener Film, der sicherlich zu den besten Allens gehört. – Ulrich Behrens auf www.filmzentrale.com[1]
- Mit vielen Rückblenden erzähltes, hochkarätig besetztes psychologisches Kammerspiel à la Ingmar Bergman oder John Cassavetes mit nur wenigen Allen'schen Witzen. (Fernsehzeitschrift Prisma)[2]
- Lexikon des internationalen Films: Das sensible, vielschichtige Porträt einer Frau und ihrer Lebenskrise, ebenso sichtlich wie vergeblich den Werken von Ingmar Bergman nacheifernd, sodass der Film trotz der eigenständigen Qualitäten wie aus „zweiter Hand“ wirkt.[3]
- Die Deutsche Film- und Medienbewertung FBW in Wiesbaden verlieh dem Film das Prädikat „Besonders wertvoll“.